# Pol-e Chomri
Pol-e Chomri is een stad in Afghanistan en is de hoofdplaats van de provincie Baghlan.
In 2006 telde Pol-e Chomri naar schatting 87.400 inwoners.